# Jutta Graae
Jutta Regitse Pilegaard Graae, född 28 april 1906 i Hillerød, död 25 mars 1997 i Havndal, var en dansk bankanställd som blev medlem av den danska motståndsrörelsen under den tyska ockupationen av Danmark under andra världskriget.
Graae, även känd som Storfurstinnan, arbetade inledningsvis som kontaktperson för motståndsarbetaren Ebbe Munck i Stockholm. År 1944 flyttade hon till London, där hon från januari 1945 anslöt sig till Special Operations Executive. Efter kriget fortsatte hon att arbeta för den danska underrättelsetjänsten och blev 1956 chefsarkivarie för det danska försvarets underrättelsetjänst, en tjänst hon hade fram till sin pensionering 1960.
År 1947 tilldelades Graae Order of the British Empire för sina insatser under andra världskriget.
TV-dokumentärserien Kodnamn Storfurstinnan handlar om Graaes liv i den danska motståndsrörelsen.